# Justice League (animatieserie)
Justice League is een Amerikaanse animatieserie gebaseerd op het gelijknamige superheldenteam van DC Comics. De serie liep van 2001 tot 2004 met een totaal van 52 afleveringen. Daarna ging de serie verder als Justice League Unlimited.
De serie is in Amerika uitgezonden op Cartoon Network. De serie is tevens in Nederland uitgezonden op Net5 en SBS6. In Vlaanderen werd de reeks uitgezonden op VTM bij TamTam.

## Geschiedenis
Tekenaar Bruce Timm, die al eerder de animatieseries Batman: The Animated Series en Superman: The Animated Series maakte, nam de taak op zich om ook de Justice League strips om te zetten tot een animatieserie.
Het was niet de eerste keer dat de Justice League werd omgezet tot animatieserie. In de jaren 70 en 80 verscheen de serie Super Friends. Timm besloot om ditmaal wel gewoon de naam Justice League te hanteren. Tevens koos hij ervoor om slechts een kernteam van 7 helden te gebruikten, zonder extra helpers. Timm wilde de serie zo getrouw mogelijk maken aan de originele strips. Wel koos hij ervoor om de held Aquaman niet te gebruiken, maar in zijn plaats een tweede heldin in het team te stoppen (in de originele strips was Wonder Woman de enige vrouwelijke held in het team). Dit werd Hawkgirl. Tevens besloot hij om in plaats van de hedendaagse Green Lantern (Hal Jordan) de Afro-Amerikaanse Green Lantern, John Stewart, te gebruiken.
De show werd een groot succes, zowel bij fans van de strips als bij een nieuw publiek.
In plaats van korte verhaallijnen van telkens een aflevering bestond de serie uit langere verhaallijnen die over twee of drie afleveringen werden uitgespreid.

## Inhoud
De serie begint met een invasie op Aarde door een buitenaards ras. Om deze invasie het hoofd te bieden slaan Superman, Batman, Wonder Woman, Hawkgirl, Flash, Martian Manhunter en Green Lantern de handen ineen. Ze slagen in hun opdracht, en besluiten voortaan vaker als een team te werken. De groep neemt officieel de naam Justice League aan, en vestigt zich in een satelliethoofdkwartier.
In de rest van de serie komt het team in contact met verschillende schurken. Zo bevechten ze de onsterfelijke Vandal Savage, Flash’ vijand Gorilla Grodd, en Supermans aartsvijand Lex Luthor. Lex vormt zelf een team genaamd de Injustice Gang om de Justice League te verslaan. Dit team bestaat uit The Joker, Ultra-Humanite, The Shade, Solomon Grundy, Cheetah, Star Sapphire en Copperhead. Het team komt zelfs oog in oog te staan met kwaadaardige versies van zichzelf uit een parallel universum.
In de finale van de serie wordt de aarde aangevallen door Hawkgirls volk, de Thangarians. De League weet de aanval af te slaan, maar tegen een prijs. Ze raken hun hoofdkwartier kwijt, en Hawkgirl besluit het team te verlaten vanwege de recente gebeurtenissen.

## Connecties met andere series
Justice League is onderdeel van het DC Animated Universe. De Clark Kent/Superman uit de serie is dezelfde als die uit Superman: The Animated Series, en de Bruce Wayne/Batman dezelfde als die uit Batman: The Animated Series/The New Batman Adventures. Veel andere personages uit deze twee series hebben gastrollen in Justice League.
Justice League heeft cross-overs gehad met de series Static Shock en Batman of the Future.

## Cast

### Hoofdcast
| Acteur            | Rol                              |
| ----------------- | -------------------------------- |
| George Newbern    | Clark Kent / Superman            |
| Kevin Conroy      | Bruce Wayne / Batman             |
| Susan Eisenberg   | Diana / Wonder Woman             |
| Carl Lumbly       | J'onn J'onzz / Martian Manhunter |
| Michael Rosenbaum | Wally West / The Flash           |
| Phil LaMarr       | John Stewart / Green Lantern     |
| Maria Canals      | Shayera Hol / Hawkgirl           |

### Het achtste Justice League lid
Voor de première van seizoen 2 werd in een interview onthuld dat het team een tijdelijke uitbreiding zou krijgen. In de aflevering Hereafter kwam Superman blijkbaar om het leven, waarna het team een nieuw teamlid zocht. Oorspronkelijk zou de rol naar Captain Marvel gaan, maar rechten op dit personage verhinderden dit. Uiteindelijk werd de antiheld Lobo gekozen omdat men hem het minst zou verwachten.
Andere keuzes waren:
- Aquaman, genoemd door The Flash.
- Metamorpho, genoemd door Green Lantern.
- Hawkgirl vroeg zich af of Supergirl al oud genoeg was voor lidmaatschap.
- Wonder Woman vraagt Batman of hij misschien fulltime lid wil worden.

### Andere regelmatig terugkerende personages
- Alfred Pennyworth - Efrem Zimbalist jr.
- Amazo - Robert Picardo
- Aquaman - Scott Rummell
- Brainiac - Corey Burton
- Clayface - Ron Perlman
- Darkseid - Michael Ironside
- Deadshot - Michael Rosenbaum
- Despero - Keith David
- Dr. Fate - Oded Fehr
- Etrigan the Demon - Michael T. Weiss
- Felix Faust - Robert Englund
- Forager - Corey Burton
- Giganta - Jennifer Hale
- Gorilla Grodd - Powers Boothe
- Harley Quinn - Arleen Sorkin
- Joker - Mark Hamill
- Katma Tui - Kim Mai Guest
- Killer Frost - Jennifer Hale
- Kilowog - Dennis Haysbert
- Lex Luthor - Clancy Brown
- Metallo - Corey Burton
- Metamorpho - Tom Sizemore
- Mongul - Eric Roberts
- Morgaine Le Fay - Olivia d'Abo
- Orion - Ron Perlman
- Parasite - Brian George
- Queen Hippolyta - Susan Sullivan
- Sinestro - Ted Levine
- Lucas "Snapper" Carr / Snapper Carr - Jason Marsden
- The Shade - Stephen McHattie
- Solomon Grundy - Mark Hamill
- Star Sapphire - Olivia d'Abo
- Toyman - Corey Burton
- Ultra-Humanite - Ian Buchanan
- Vandal Savage - Phil Morris
- Weather Wizard - Corey Burton

## Afleveringen
Zie ook: Lijst van afleveringen van Justice League
| 1. Secret Origins (1) 2. Secret Origins (2) 3. Secret Origins (3) 4. In Blackest Night (1) 5. In Blackest Night (2) 6. The Enemy Below (1) 7. The Enemy Below (2) 8. Paradise Lost (1) 9. Paradise Lost (2) 10. War World (1) 11. War World (2) 12. The Brave and the Bold (1) 13. The Brave and the Bold (2) 14. Fury (1) 15. Fury (2) 16. Legends (1) 17. Legends (2) 18. Injustice For All (1) 19. Injustice For All (2) 20. A Knight of Shadows (1) 21. A Knight of Shadows (2) 22. Metamorphosis (1) 23. Metamorphosis (2) 24. The Savage Time (1) 25. The Savage Time (2) 26. The Savage Time (3) |  | 1. Twilight (1) 2. Twilight (2) 3. Tabula Rasa (1) 4. Tabula Rasa (2) 5. Only a Dream (1) 6. Only a Dream (2) 7. Maid of Honor (1) 8. Maid of Honor (2) 9. Hearts and Minds (1) 10. Hearts and Minds (2) 11. A Better World (1) 12. A Better World (2) 13. Eclipsed (1) 14. Eclipsed (2) 15. The Terror Beyond (1) 16. The Terror Beyond (2) 17. Secret Society (1) 18. Secret Society (2) 19. Hereafter (1) 20. Hereafter (2) 21. Wild Cards (1) 22. Wild Cards (2) 23. Comfort and Joy 24. Starcrossed (1) 25. Starcrossed (2) 26. Starcrossed (3) |